# MDAT
MDAT（6,7-亚甲二氧基-2-氨基四氢化萘）是一种含氮有机化合物，分子式C11H13NO2，由普渡大學的David E. Nichols团队开发，结构与MDMA类似，能作为选择性血清素释放剂（SSRA）。